# 迈柱
迈柱（1670年—1738年），清朝大臣，喜塔腊氏，满洲镶蓝旗人。清朝官员，授武英殿大学士。

## 生平
康熙时为户部员外郎、御史。康熙五十五年（1716年），巡查福建的盐科。雍正初年，为工部侍郎，转任吏部侍郎。雍正五年（1727年），为湖广总督修筑江堤，改土归流。七年（1729年），奏请湖广摊丁入亩。十三年（1735年）七月为武英殿大学士，兼吏部尚书。乾隆元年（1736年），兼管工部，二年（1737年）十二月，迈柱休致。三年（1738年），迈柱去世。谥号文恭。
督修四库全书本《湖广通志》。

## 延伸阅读
[在维基数据编辑]
 《清史稿·卷289》，出自趙爾巽《清史稿》